# Dudweiler Zeitung
Die Dudweiler Zeitung war eine saarländische Tageszeitung. Sie wurde 1888, dem sogenannten Dreikaiserjahr, von Johann Unterkeller († 1911) gegründet. Der aus Birkenfeld stammende Mann übernahm das bis dahin „Dudweiler Anzeiger“ genannte amtliche Nachrichtenblatt des Bürgermeisteramtes. Weitere, ähnliche Blätter waren zu dieser Zeit die in St. Johann herausgegebene, katholisch orientierte „St. Johanner Volkszeitung“ sowie die konservative, von Carl Ferdinand von Stumm-Halberg verantwortete Neue Saarbrücker Zeitung. Ferner gab es seit 1883 noch die die Stahlindustrie vertretene, in Malstatt-Burbach herausgebrachte „Malstatt-Burbacher Zeitung“ und den eher für die Belange der Bergleute wöchentlich erschienenen „Bergmannsfreund“.:S. 62 Die parteilose Tageszeitung erreichte 1930 eine Auflage von 4500 Exemplaren.: S. 47 Im Kriegsjahr 1944 wurde ihr Erscheinen eingestellt.: S. 57

## Geschichte
Seit 1909 erschien das 70 Pfennig kostende, vier Seiten umfassende Blatt sechsmal wöchentlich. Die erste Seite wurde, quasi als Mantelteil, von der Neunkircher Zeitung übernommen, nur die nachfolgenden Seiten mit Lokalnachrichten, Geschäfts- und Familienanzeigen wurden selbständig hergestellt. Sie bekam zusätzlich den Untertitel „Allgemeiner Anzeiger für den Bürgermeistereibezirk Dudweiler“ und ab 1917 „Amtliches Anzeigen Organ“. Als Verantwortlicher Redakteur wird Johanns ältester Sohn Arthur Unterkeller (1882–1921) genannt. Bis 1913 war der Betrieb vollständig auf Handbetrieb ausgelegt. 1923 wechselte die Verantwortung nach kurzer Interimphase von Arthurs Ehefrau Emma auf ihren neuen Ehepartner Fritz Blankenburg. Unter seiner Führung wurden Umbaumaßnahmen am Anwesen durchgeführt: Das alte, noch aus der Barockzeit stammende Wohnhaus wurde abgerissen und durch das heute noch stehende Wohn- und Geschäftshaus ersetzt. Zusätzlich wurden auf die alte Waschküche zwei Büros aufgesetzt und ein zusätzliches „Papierhaus“ errichtet. Außerdem erhielt der Betrieb endlich eine Rotationsmaschine. Mitte Januar 1926 verstarb Blankenburg bei einem Autounfall.
Das Wohn- und Geschäftshaus Saarbrücker Straße 292 der Dudweiler Zeitung wurde 1925 von Emma Unterkellers Schwager, Gemeindebaumeister Heinrich Otto erbaut und steht unter Denkmalschutz.
Bereits ab 1934, also ein Jahr vor der Saarabstimmung, benannte sich das Blatt im Untertitel jetzt „Amtlicher Anzeiger für die Bürgermeisterei Dudweiler - Tages- und Anzeigenblatt für Handel und Gewerbe“ und umfasste sechs Seiten mit zusätzlich vier Seiten Sonderbeilage an Samstagen. Weihnachten 1944 erschien – wie man glaubte – die nur vorübergehend letzte Ausgabe der Zeitung. Nach Kriegsende war die Dudweiler Zeitung die einzige einsatzbereite Zeitungsdruckerei im Saarland und wurde zunächst von den Amerikanern beschlagnahmt. Ungünstige persönliche Seilschaften zum zukünftigen Ministerpräsidenten des Saarlandes Johannes Hoffmann, verhinderten trotz mehrfacher Eingaben an die Landesregierung eine Lizenzzuteilung. Es durften nur Akzidenzien gedruckt werden. Nach 1955, als keine Lizenzierung mehr erforderlich war, lag das Unternehmen wirtschaftlich ausgeblutet am Boden.
Anschließend wurde Verlag und Druckerei an die SPD verpachtet, die Maschinen an sie verkauft. Damit einher ging die Gründung der AZ (Allgemeine Zeitung), doch bereits ein Jahr später zog das Unternehmen in das Gebäude der „Volksstimme“ nach Saarbrücken. 1964 wurde das Betriebsgebäude endgültig von Druckereieinrichtungen geräumt und anderweitig weitervermietet.